# Racing Louisville FC
Racing Louisville FC é uma equipe da National Women's Soccer League que começou a jogar a liga na temporada 2021. O time, é sediado em Louisville, no Kentucky e joga suas partidas no Lynn Family Stadium. A equipe pertence a "Soccer Holdings LLC", que também é dona do Louisville City FC que joga na USL Championship. O clube foi fundado em 22 de outubro de 2019.

## História
A cidade de Louisville foi mencionada como uma potencial candidata para receber um time da National Women's Soccer League ainda em 2018, logo após o início da construção, na cidade, de um estádio específico para a prática do futebol, o Lynn Family Stadium. O grupo que é dono do clube da USL Championship, Louisville City FC, iniciou conversas preliminares com a liga no ano seguinte, com planos de entrar na NWSL na temporada de 2020. Em 22 de outubro de 2019, a NWSL anunciou oficialmente que a cidade de Louisville teria um clube jogando a liga. O clube teria os mesmo donos que o Louisville City FC e passaria a disputar a liga em 2021, mandando seus jogos no Lynn Family Stadium.
Em novembro de 2019, a NWSL entrou com um pedido de registro do nome "Proof Louisville FC", que foi confirmado pela "Soccer Holdings LLC" como sendo o nome preliminar para o time. O nome fazia referência à indústria local de uísque Bourbon usando o termo "prova", uma medida do teor etílico de uma bebida alcoólica. O grupo proprietário anunciou mais tarde, em abril de 2020, que eles iriam explorar outros nomes, com a contribuição da comunidade, depois que o nome original não foi tão bem recebido pela torcida local. O novo nome do clube, Racing Louisville FC, foi oficialmente anunciado em 8 de julho de 2020. O PNC Financial Services foi anunciado como o primeiro patrocinador do clube em 1º de julho de 2020.
Em 12 de agosto de 2020, foi anunciado que o ex-técnico do Sky Blue FC, Christy Holly, seria o primeiro treinador do Louisville FC.

## Identidade do clube
O clube foi nomeado em referência aos locais de corrida de cavalos da cidade, incluindo o Kentucky Derby em Churchill Downs, e também faz referência ao "apelido" "Racing" usado por muitos clubes ao redor do mundo.
O escudo do clube usa um fundo lilás e uma flor de lis de quatro pontas, em violeta. Ele foi projetado pela empresa "Matthew Wolff Design", que já havia trabalhado com o New York City FC e o Los Angeles FC, clubes da Major League Soccer.

## Estádio e instalações
O clube compartilhará o Lynn Family Stadium e suas instalações de treinamento com o Louisville City FC. O estádio, específico para a prática do futebol, foi inaugurado em 2020 e tem capacidade para 11,7 mil espectadores sentados e até 15,3 mil espectadores em pé. As instalações de treinamento, em Louisville Champions Park, ocupam cerca de 20 acres e incluem vários campos de treinamento, um ginásio coberto e um complexo de escritórios.

## Elenco atual
- Elenco atualizado em 2 de novembro de 2020.